# Rabotschi i Soldat
Rabotschi i Soldat (dt. Arbeiter und Soldat) war eine bolschewistische Tageszeitung, die in Petrograd vom 23. Juli/5. August bis zum 10./23. August 1917 anstelle der von der Provisorischen Regierung verbotenen Zeitung Soldatskaja Prawda erschien.
Der Redaktion gehörten Alexander Iljin-Schenewski, Alexei Kisseljow, Wladimir Newski, Nikolai  Podwoiski und Boris Schumjazki an. Ab 4./17. August 1917 wurde sie als Organ der Militärorganisation beim Zentralkomitee(ZK) der SDAPR, danach auf Beschluss des Plenums des ZK der SDAPR als Organ des ZK, des Petrograder Komitees der SDAPR und der Militärorganisation beim ZK herausgegeben.
Die Redaktion wurde am gleichen Tage durch W. Wolodarski, Wladimir Miljutin, Grigori Sokolnikow, Josef Stalin und einen Vertreter der Militärorganisation erweitert. Es erschienen 15 Nummern der Zeitung mit einer Auflage von 50.000 bis 70.000 Exemplaren.
In der Zeitung wurden die Artikel Lenins "Antwort", "Der Beginn des Bonapartismus", "Über Verfassungsillusionen", die Beschlüsse und Materialien des VI. Parteitages und andere Dokumente veröffentlicht. Nach Verbot durch die Provisorische Regierung erschien sie ab 13./26. August 1917 unter dem Titel Soldat.